# 華金·科雷亞
卡洛斯·華金·科雷亞（西班牙語：Carlos Joaquín Correa，發音：[xoaˈkiŋ koˈrea]；1994年8月13日—），是一名阿根廷職業足球員，司職進攻中場，現効力巴甲球隊博塔弗戈，阿根廷國家足球隊成員。

## 球會生涯

### 桑普多利亞
2015年，科雷亚转会至意甲桑普多利亚足球俱乐部。2014-15赛季他只出场过6次，而2015-16赛季的25次出场中，他有14场首发，打进3球送出1次助攻。

### 西維爾
2016年7月10日，塞維利亞與森多利亞達成協議，以1300萬歐元簽下科雷亞。
2016年8月20日，科雷亚在西班牙足球的主要类别中首次亮相，在主场6-4战胜西班牙人的比赛中替换了同胞卢西奥·维托。2017年2月22日，他在2-1战胜莱斯特城的比赛中打进了他的第一个欧洲冠军联赛进球。

### 拉齊奧
2018年8月1日，科雷亞返回義大利，加入拉齊奧簽下了一份為期五年的合約，涉及轉會費1600萬歐元。
2020年10月28日，科雷亞在歐洲冠軍聯賽對上皇家布魯日的比賽踢進了自己在拉齊奧第一個歐冠進球，最後獲得了1-1的平手。
2021年1月31日，在拉齊奧對陣亞特蘭大的比賽中，科雷亞迎來代表拉齊奧出場的第100場比賽。

### 國際米蘭
2021年8月26日，科雷亞以為期一年的租借協議加盟国际米兰，並在租借期結束後以三年的合約購買。8月27日，科雷亞在對陣維羅納的比賽達成他的國際米蘭處子秀，他作為替補上場並梅開二度進球，最終球隊3-1擊敗維羅納。

## 國家隊生涯
2017年6月13日，在阿根廷與新加坡的國際友誼賽，科雷亞比賽中打進了自己的第一個國際進球，最終6-0擊敗新加坡。
2020年10月13日，科雷亞在2022年世界盃南美洲區資格賽對陣玻利維亞的比賽踢進時隔三年的國家隊進球，最終2-1擊敗玻利維亞。
2021年6月，科雷亞入選了阿根廷參加2021年美洲國家盃的大名單。 7月10日，他隨隊獲得美洲盃冠軍。

## 生涯統計

### 國家隊進球
最後更新：2022年11月16日
| #  | 日期       | 比賽場地                                     | 對手     | 比分 | 賽果 | 賽事                       |
| -- | ---------- | -------------------------------------------- | -------- | ---- | ---- | -------------------------- |
| 1. | 2017.06.13 | 新加坡, 加冷, 新加坡国家体育场               | 新加坡   | 2-0  | 6-0  | 友誼賽                     |
| 2. | 2020.10.13 | 玻利維亞, 拉巴斯, 埃尔南多·西莱斯球场        | 玻利维亚 | 2-1  | 2-1  | 2022年世界盃南美洲區資格賽 |
| 3. | 2021.09.02 | 委內瑞拉, 卡拉卡斯, 加拉加斯奥林匹克体育场   | 委內瑞拉 | 2-0  | 3-1  | 2022年世界盃南美洲區資格賽 |
| 4. | 2022.11.16 | 阿拉伯聯合大公國, 阿布扎比, 扎耶德體育城球場 | 阿联酋   | 5-0  | 5-0  | 友誼賽                     |

## 榮譽

### 球會
拉齊奧
- 義大利盃冠軍：2018–19賽季
- 義大利超級盃冠軍：2019年

 國際米蘭
- 義大利盃冠軍：2021–22、2022–23賽季
- 義大利超級盃冠軍：2021、2022年

### 國家隊
阿根廷
- 美洲國家盃冠軍：2021年[9]

## 外部連結
- 華金·科雷亞在BDFutbol中的档案
- Soccerway資料庫：華金·科雷亞